# Adriana Borgo
Adriana Sanches Galdeano Borgo (São João da Boa Vista, 9 de julho de 1971), mais conhecida como Adriana Borgo, é uma política brasileira, filiada ao Agir.
Foi Deputada Estadual por São Paulo, eleita em 2018 para um mandato de quatro anos, iniciados em 15 de março de 2019 e finalizado em 15 de março de 2023.

## Biografia
Casada com um policial militar, Adriana Borgo, entre outubro de 2003 e março de 2019, atuou como presidente do Associação dos Familiares e Amigos de Policiais do Estado de São Paulo (Afapesp), associação que busca melhorias para categoria no estado de São Paulo.

### Política
Em 2008, filiada ao Partido Democrático Trabalhista (PDT), disputou seu primeiro cargo eletivo como vereadora de Campinas. Angariou 857 votos, não sendo eleita para o cargo. No ano de 2012, filiada ao Democratas (DEM), concorreu novamente a vereança campineira, não obtendo êxito ao conquistar 940 votos. De volta ao PDT, no ano de 2014 disputou o cargo de Deputada estadual de São Paulo, não conseguindo ser eleita ao conseguir 31.935 votos.
No ano de 2016, filiou-se ao Partido Humanista da Solidariedade (PHS), onde disputou o cargo de vereadora por São Paulo. Na ocasião, conquistou 3.802 votos, não sendo eleita.
Filiada ao Partido Republicano da Ordem Social (PROS), no ano de 2018, conquistou seu primeiro cargo público, após conquistar 41.953 votos e ser eleita Deputada estadual de SP. De acordo com sua página na Assembleia Legislativa de São Paulo (ALESP), suas principais bandeiras envolvem a causa animal e aos interesses dos servidores públicos.
Em 15 de março de 2022, deixou o PROS e filiou-se ao Agir.

### Desempenho eleitoral
| Ano  | Cargo                          | Partido | Votos  | Resultado  | Ref.   |
| ---- | ------------------------------ | ------- | ------ | ---------- | ------ |
| 2008 | Vereadora de Campinas          | PDT     | 857    | Não eleita | [ 5 ]  |
| 2012 | Vereadora de Campinas          | DEM     | 940    | Não eleita | [ 6 ]  |
| 2014 | Deputada estadual de São Paulo | PDT     | 31.935 | Não eleita | [ 7 ]  |
| 2016 | Vereadora de São Paulo         | PHS     | 3.802  | Não eleita | [ 8 ]  |
| 2018 | Deputada estadual de São Paulo | PROS    | 41.953 | Eleita     | [ 9 ]  |
| 2022 | Deputada estadual de São Paulo | Agir    | 9.317  | Não eleita | [ 11 ] |

## Controvérsias

### Tumulto em hospital durante pandemia
Foi destaque em junho de 2020 durante a pandemia causada pelo coronavírus, quando junto com outros deputados estaduais contrários as medidas de isolamento social, realizou fiscalização no hospital de campanha do Anhembi sem comunicação prévia, o que causou tumulto. Segundo a prefeitura de São Paulo, eles agiram de maneira desrespeitosa com os funcionários presentes, agredindo verbalmente e moralmente os mesmos, bem como pacientes internados. Colocaram em risco a própria saúde e de todos presentes, já que inicialmente não estavam com os equipamentos de proteção adequados. Ainda,  gravaram pacientes sem qualquer consentimento, muitos dos quais estavam sendo higienizados em seus respectivos leitos.